# Burias

Burias is een eiland in de Filipijnen, dat samen met Masbate, Ticao en diverse kleinere eilanden de provincie Masbate vormt. Burias ligt ten zuiden van het Bicolschiereiland dat deel uitmaakt van Luzon en net ten noordwesten van het eiland Masbate.

## Geografie

### Bestuurlijke indeling
Het eiland Burias bestaat uit de volgende 2 gemeenten:
| - Claveria - San Pascual |